# 8.ª edición de los Premios Grammy
La 8.ª edición de los Premios Grammy se celebró el 15 de marzo de 1966 en Chicago, Los Ángeles, Nashville y Nueva York, en reconocimiento a los logros discográficos alcanzados por los artistas musicales durante el año anterior.

## Ganadores

### Generales
- Grabación del año
  - Jerry Moss & Herb Alpert (productores); Herb Alpert & the Tijuana Brass (intérpretes) por "A Taste of Honey"
- Álbum del año
  - Sonny Burke (productor) & Frank Sinatra por September of My Years
- Canción del año
  - Johnny Mandel & Paul Francis Webster (compositores); Tony Bennett (intérprete) por "The Shadow of Your Smile" (Love Theme From The Sandpiper)
- Mejor artista novel
  - Tom Jones

### Clásica
- Mejor interpretación clásica - Orquesta
  - Leopold Stokowski (director) & American Symphony Orchestra por Ives: Sinfonía n.º 4
- Mejor interpretación clásica solista vocal
  - Erich Leinsdorf (director), Leontyne Price & Boston Symphony Orchestra por R. Strauss: Salome (Dance of the Seven Veils, Interlude, Final Scene) / The Egyptian Helen (Awakening Scene)
- Mejor grabación de ópera
  - Karl Böhm (director), Dietrich Fischer-Dieskau, Evelyn Lear Fritz Wunderlich & German Opera Orchestra & Chorus por Berg: Wozzeck
- Mejor grabación clásica coral (que no sea ópera)
  - Robert Shaw (director),  Robert Shaw Orchestra & Chorale & RCA Victor Symphony Orchestra por Stravinsky: Sinfonía de los Salmos / Poulenc: Gloria
- Mejor interpretación clásica - Solista o solistas instrumentales (con orquesta)
  - Erich Leinsdorf (director), Arthur Rubinstein & Boston Symphony Orchestra por Beethoven: Concierto para piano n.º 4
- Mejor interpretación clásica - Solista o solistas instrumentales (sin orquesta)
  - Vladimir Horowitz por Horowitz at Carnegie Hall - An Historic Return
- Mejor interpretación de música de cámara  - Instrumental o vocal
  - Juilliard String Quartet por Bartók: The Six String Quartets
- Mejor composición de un compositor clásico contemporáneo
  - Charles Ives (compositor), Leopold Stokowski (director) por Ives: Sinfonía n.º 4
- Álbum del año - Clásica
  - Thomas Frost (productor) & Vladimir Horowitz por Horowitz en Carnegie Hall - An Historic Return
- Artista clásico novel más prometedor
  - Peter Serkin

### Comedia
- Mejor interpretación de comedia
  - Bill Cosby por Why Is There Air?

### Composición y arreglos
- Mejor banda sonora original de película o programa de televisión
  - Johnny Mandel (compositor); Robert Armbruster Orchestra (intérprete) por The Sandpiper
- Mejor arreglo instrumental
  - Herb Alpert (arreglista); Herb Alpert & the Tijuana Brass (intérpretes) por "A Taste of Honey"
- Mejor arreglo de acompañamiento para vocalista(s) o instrumentista(s)
  - Gordon Jenkins (arreglista); Frank Sinatra (intérprete) por "It Was a Very Good Year"

### Country
- Mejor interpretación vocal country & western - femenina
  - Jody Miller por "Queen of the House"
- Mejor interpretación vocal country & western - masculina
  - Roger Miller por "King of the Road"
- Mejor sencillo country & western
  - Roger Miller por "King of the Road"
- Mejor álbum country & western
  - Roger Miller por The Return of Roger Miller
- Mejor artista novel de country & western
  - The Statler Brothers

### Espectáculo musical
- Mejor álbum de espectáculo con reparto original
  - Alan J. Lerner & Burton Lane (compositores) & el reparto original (Barbara Harris, John Cullum, Tito Vandis, Byron Webster & William Daniels) por On a Clear Day

### Folk
- Mejor grabación folk
  - Harry Belafonte & Miriam Makeba por An Evening With Belafonte/Makeba

### Gospel
- Mejor grabación gospel o de otra religión (musical)
  - Anita Kerr & George Beverly Shea por Southland Favorites

### Hablado
- Mejor grabación documental, hablada o de drama (que no sea de comedia)
  - Goddard Lieberson (productor) por John F. Kennedy - As We Remember Him

### Infantil
- Mejor grabación para niños
  - Marvin Miller por Dr. Seuss Presents "Fox in Sox" & "Green Eggs and Ham"

### Jazz
- Mejor interpretación jazz - grupo pequeño o solista con grupo pequeño (instrumental)
  - Ramsey Lewis & Ramsey Lewis Trio por The 'In' Crowd
- Mejor interpretación jazz - grupo grande o solista con grupo grande (instrumental)
  - Duke Ellington por Ellington '66
- Mejor composición original de jazz
  - Lalo Schifrin (compositor) & Paul Horn por Jazz Suite on the Mass Texts